# Escrime aux Jeux olympiques d'été de 1976
Navigation
Munich 1972 Moscou 1980
Cette page présente les résultats des compétitions d'escrime aux Jeux olympiques d'été de 1976. 
Les épreuves sont tenues au Stade d'hiver de l'Université de Montréal.
8 épreuves ont eu lieu.
- six chez les hommes (trois individuelles et trois par équipes)
- deux chez les femmes (fleuret individuel et par équipes)

## Résultats

### Podiums masculins
| Épreuves                                | Or | Argent                                                                                              | Bronze                                                                                     |
| --------------------------------------- | --- | --------------------------------------------------------------------------------------------------- | ------------------------------------------------------------------------------------------ |
| Épée individuelle résultats détaillés   | Alexander Pusch                                                                                       | Hans-Jürgen Hehn                                                                                    | Gyözö Kulcsár                                                                              |
| Épée par équipes résultats détaillés    | Suède Carl von Essen Hans Jacobson Rolf Edling Leif Högström Göran Flodström                          | Allemagne de l'Ouest Alexander Pusch Hans-Jürgen Hehn Reinhold Behr Volker Fischer Hanns Jana       | Suisse François Suchanecki Michel Poffet Daniel Giger Christian Kauter Jean-Blaise Evéquoz |
| Fleuret individuel résultats détaillés  | Fabio Dal Zotto                                                                                       | Aleksandr Romankov                                                                                  | Bernard Talvard                                                                            |
| Fleuret par équipes résultats détaillés | Allemagne de l'Ouest Matthias Behr Thomas Bach Harald Hein Klaus Reichert Erk Sens-Gorius             | Italie Fabio Dal Zotto Carlo Montano Stefano Simoncelli Giovanni Battista Coletti Attilio Calatroni | France Christian Noël Bernard Talvard Didier Flament Frederic Pietruszka Daniel Revenu     |
| Sabre individuel résultats détaillés    | Viktor Krovopuskov                                                                                    | Vladimir Nazlymov                                                                                   | Viktor Sidyak                                                                              |
| Sabre par équipes résultats détaillés   | Union soviétique Viktor Krovopuskov Eduard Vinokurov Viktor Sidyak Vladimir Nazlymov Mikhaïl Bourtsev | Italie Mario Aldo Montano Michele Maffei Angelo Arcidiacono Tommaso Montano Mario Tullio Montano    | Roumanie Dan Irimiciuc Ioan Pop Marin Mustață Cornel Marin Alexandru Nilca                 |

### Podiums féminins
| Épreuves                                | Or | Argent | Bronze                                                                                         |
| --------------------------------------- | --- | --- | ---------------------------------------------------------------------------------------------- |
| Fleuret individuel résultats détaillés  | Ildikó Schwarczenberger                                                                                     | Maria Consolata Collino                                                                                              | Elena Novikova-Belova                                                                          |
| Fleuret par équipes résultats détaillés | Union soviétique Elena Novikova-Belova Olga Knyazeva Valentina Sidorova Nailya Gilyazova Valentina Nikonova | France Brigitte Latrille-Gaudin Brigitte Gapais-Dumont Christine Muzio Véronique Trinquet Claudette Herbster-Josland | Hongrie Ildiko Schwarczenberger Edit Kovács Magda Maros Ildikó Rejtő Ildikó Farkasinszky-Bóbis |

## Tableau des médailles
| Rang  | Nation               | Or | Argent | Bronze | Total |
| ----- | -------------------- | -- | ------ | ------ | ----- |
| 1     | Union soviétique     | 3  | 2      | 2      | 7     |
| 2     | Allemagne de l'Ouest | 2  | 2      | 0      | 4     |
| 3     | Italie               | 1  | 3      | 0      | 4     |
| 4     | Hongrie              | 1  | 0      | 2      | 3     |
| 5     | Suède                | 1  | 0      | 0      | 1     |
| 6     | France               | 0  | 1      | 2      | 3     |
| 7     | Roumanie             | 0  | 0      | 1      | 1     |
| 7     | Suisse               | 0  | 0      | 1      | 1     |
| Total | Total                | 8  | 8      | 8      | 24    |